# Вилайет Янина
Вилайет Янина (Янинский вилайет, осман. ولايت يانيى, Vilâyet-i Yanya‎) — вилайет Османской империи, существовавший в 1867—1913 годы.
Создан в 1867 году путём слияния пашалыка Янина и пашалыка Берат с санджаками Янина, Берат, Эргири, Превезе, Тырхала и Кесрие.
В конце XIX века площадь вилайета составляла 47400 км². Кесрие позже понижен до казы и отошёл ко вилайету Манастир; Тырхала отошла к Греции в 1881 году.

## Административное деление
Санжаки:
1. Янина
2. Эргири
3. Превезе
4. Тырхала